# Aleksander Kawałkowski
Aleksander Kawałkowski, ps. „Hubert”, „Justyn” (ur. 8 sierpnia 1899 w Warszawie, zm. 19 sierpnia 1965 w Genewie) – polski historyk i dyplomata, podpułkownik dyplomowany Wojska Polskiego, minister pełnomocny rządu na emigracji.

## Życiorys
W 1915 roku wstąpił do Polskiej Organizacji Wojskowej. W 1918 roku został przyjęty do Wojska Polskiego. Od 1 października 1919 roku do 1 czerwca 1920 roku był uczniem 20. klasy Szkoły Podchorążych Piechoty w Warszawie. W latach 1921–1922 był oficerem klasy podchorążych, a w 1923 roku oficerem kompanii kursu doszkolenia. W 1924 roku był komendantem kursu I rocznika Oficerskiej Szkoły Piechoty w Warszawie. 1 listopada 1925 roku został powołany do Wyższej Szkoły Wojennej w Warszawie, w charakterze słuchacza VI Kursu Normalnego. 28 października 1927 roku, po ukończeniu kursu i otrzymaniu dyplomu naukowego oficera Sztabu Generalnego, został przeniesiony do Wojskowego Biura Historycznego w Warszawie na stanowisko kierownika referatu. Równocześnie wykładał historię wojskowości w Oficerskiej Szkole Inżynierii. Z dniem 1 września 1932 roku został przydzielony do dyspozycji ministra spraw zagranicznych na okres 12 miesięcy. Z dniem 30 września 1933 roku został przeniesiony do rezerwy z równoczesnym przeniesieniem w rezerwie do 30 pułku Strzelców Kaniowskich w Warszawie.
Po zwolnieniu z wojska otrzymał stanowisko naczelnika Wydziału Polityki Oświatowej w Ministerstwie Wyznań Religijnych i Oświecenia Publicznego, a następnie rozpoczął służbę w dyplomacji. 1 marca 1936 roku został konsulem w Konsulacie Generalnym RP w Paryżu, a 1 października 1937 roku konsulem generalnym RP w Lille. 
6 września 1941 roku został komendantem Polskiej Organizacji Walki o Niepodległość kryptonim „Monika”, utworzonej w nieokupowanej przez Niemców części Francji, a następnie kierował pracami pionu cywilnego tej konspiracyjnej organizacji. Zaangażowany w Akcję Kontynentalną, kierował siecią wywiadowców. Po wyzwoleniu Paryża w 1944 został ministrem pełnomocnym w rządzie na emigracji, 17 maja 1944 otrzymał nominację na reprezentanta polskiego rządu emigracyjnego na Francję, Holandię i Belgię.
Zmarł 19 sierpnia 1965 roku w Genewie. Został pochowany na cmentarzu Les Champeaux w Montmorency.

## Publikacje książkowe
Był encyklopedystą. Został wymieniony w gronie edytorów ośmiotomowej Encyklopedii wojskowej wydanej w latach 1931–1939 gdzie zredagował hasła związane z historią wojny polsko-rosyjskiej 1918–1920. Pierwsze publikacje ukazały się w 1925 na łamach „Polski Zbrojnej”, ogółem Aleksander Kawałkowski opublikował kilkaset felietonów, artykułów i opinii na łamach „Kuriera Porannego”, „Gazety Polskiej”. Dotyczyły historii wojskowości, uwarunkowań historycznych działań zbrojnych, dziejów wojny polsko-ukraińskiej i polsko-bolszewickiej. Był autorem:
- „Historia wojen” (skrypt) /1925/;
- „Od rozbiorów do zjednoczenia” /1928/;
- „Z dziejów odbudowy państwa”/1933/;
- „Obrona Lwowa” (współpraca redakcyjna) /1933/.

## Ordery i odznaczenia
- Krzyż Srebrny Orderu Wojskowego Virtuti Militari[12] nr 10476[13]
- Krzyż Niepodległości (28 grudnia 1933)[14]
- Krzyż Walecznych
- Złoty Krzyż Zasługi (1939)[15]
- Srebrny Krzyż Zasługi (16 marca 1933)[16]
- Medal Pamiątkowy za Wojnę 1918–1921
- Medal Dziesięciolecia Odzyskanej Niepodległości